# Fleischer Elek József
Fleischer Elek József (? – Pozsony, 1721. április 30.) bölcsészeti és teológiai doktor, katolikus pap, apostoli protonotarius.

## Élete
Az esztergomi egyházmegye papja, 1714-ben Liptay János pozsonyi kanonok-plébánosnak káplánja volt, kinek utódja és 1719. január 1-jén pozsonyi kanonok, január 25-én plébános lett.

## Munkái
- Epitaphium ill. ac rev. dno Joanni Baptistae e s. r. i. comitibus Volkra ab Haydenreichenstein, episcopo Vesprimiensi,… post concionem vere apostolicam 3. dec. in templo s. Jesu Posonii ad S. Salvatorem in honorem S. Francisci Saverii super illud Matth. 16. quid enim prodest homini si mundum universum lucretur?… dictam: Vigesima tertia ejusdem mensis in… civitatis Posoniensis ecclesia ad S. Martinum sepulto dictione funebri super textu: Ego vox clamantis in deserto… Joan. I. positum. Posonii, 1719. (Petriknél hibásan 1729.)
- Unzergänglich-österreichisches Tugend-Haus velches die christliche Weissheit Eleonorae Magdalenae Theresiae weyl. röm. Kayserin… erbauet. Und bey einem dieser Grossen Kayserin und gecrönten Königin… zu Pressburg bey Sanct Martin in dreytägiger Leich-Gedächtnuss auffgerichteten Ehren- und Trauer-Gerüst in unterthänigst-schuldigster Lob- und Trauer Rede zur betrachtung vorgestellet. Posonii, 1720.